# Caenohalictus eberhardorum
Caenohalictus eberhardorum là một loài Hymenoptera trong họ Halictidae. Loài này được Michener mô tả khoa học năm 1979.